# 골드 러시

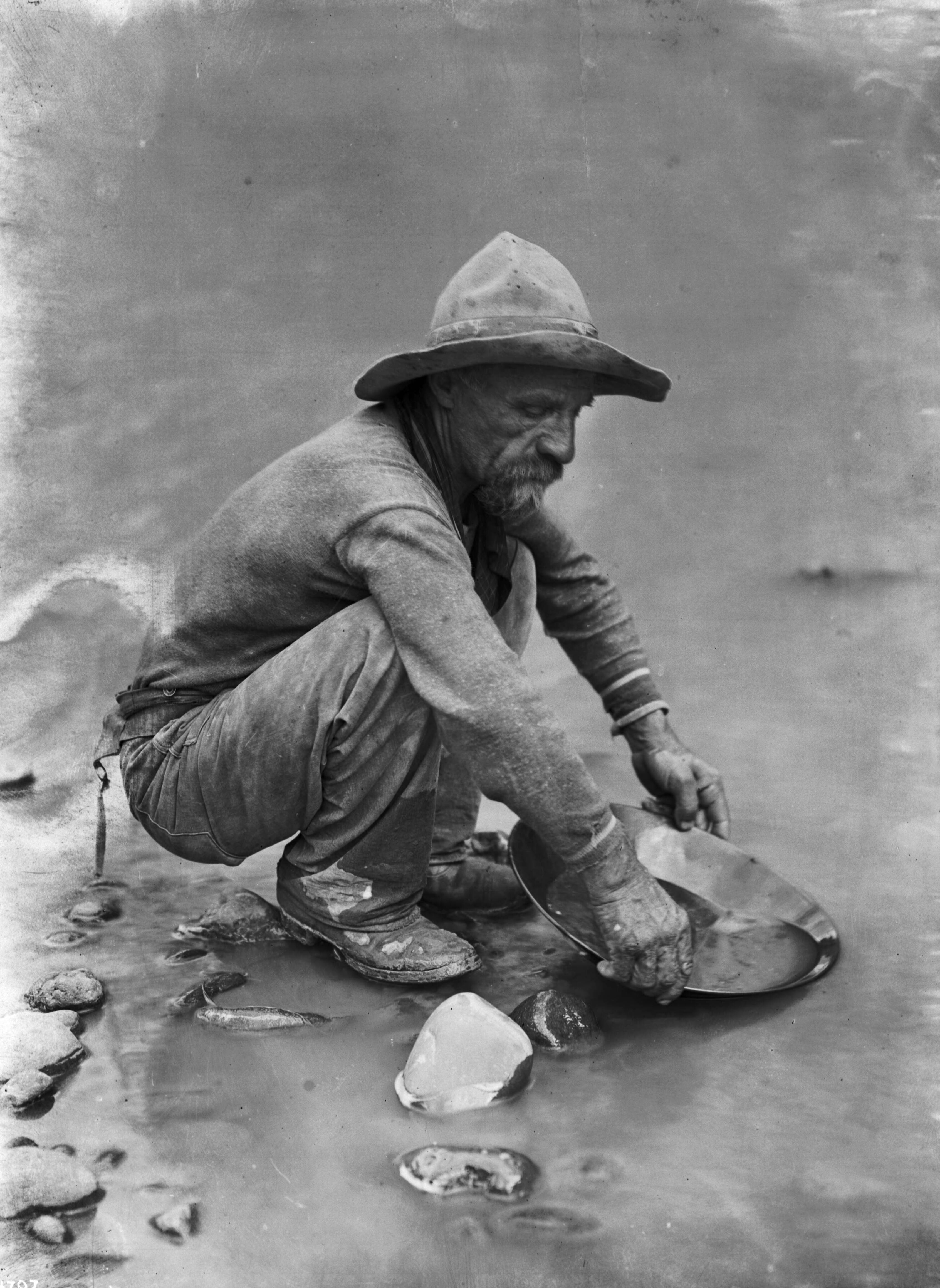
한 이주민이 사금을 채취하고 있다. 1850년 사진.

골드 러시(gold rush)는 상업적 가치가 있는 금이 발견된 지역에 노동자들이 대거 이주하였던 현상을 지칭하는 말이다. 19세기에 아르헨티나, 오스트레일리아, 브라질, 캐나다, 칠레, 뉴질랜드, 남아프리카, 미국 등에서 진행되었다. 그 결과로 새로운 지역에 이주민 정착촌들이 건설되었고, 이주민들만의 독특한 문화가 생겨났다. 새로 개발된 금광에서 채굴된 금은, 당시 금본위제였던 화폐 경제에도 영향을 미쳤다.

## 배경

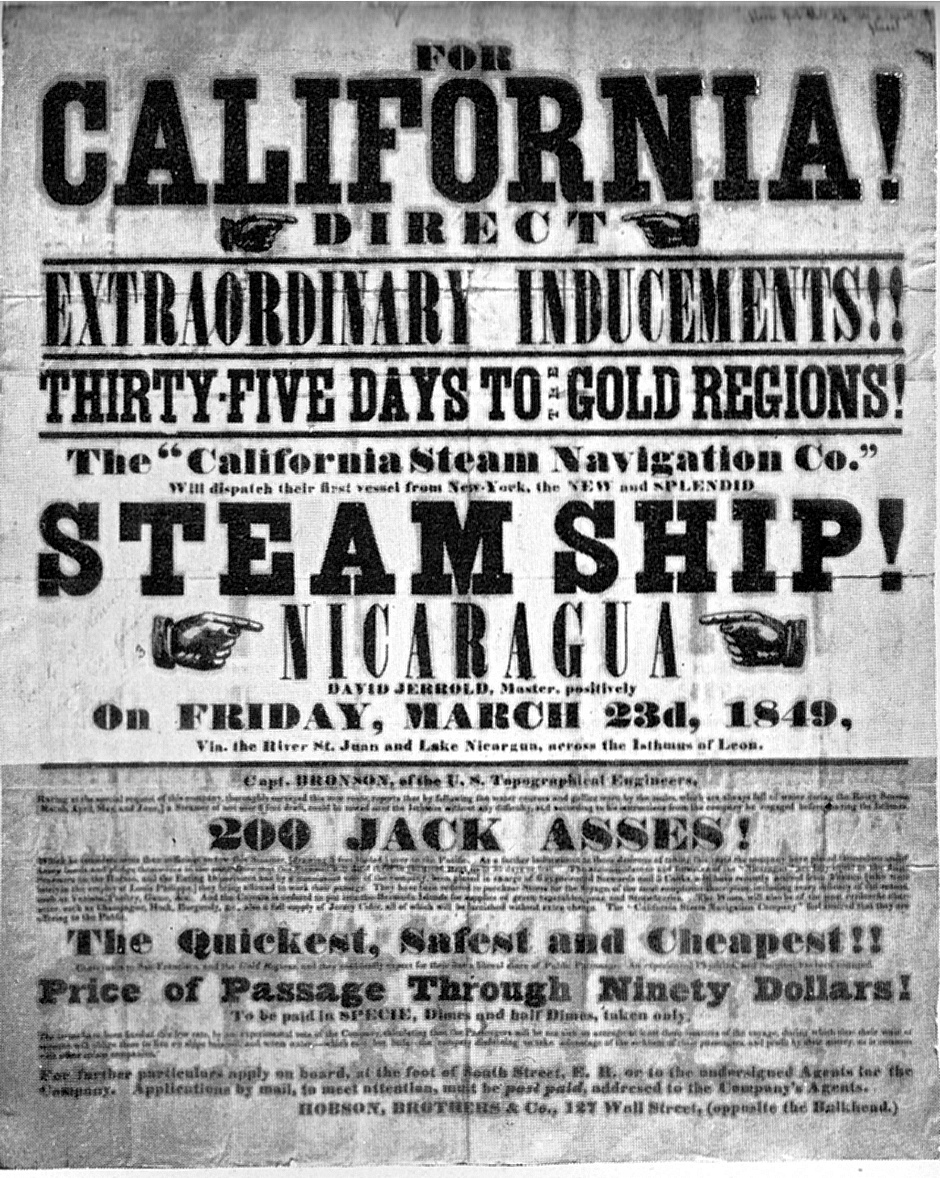
캘리포니아 골드러시를 전하는 신문

북미대륙에서 처음으로 금이 발견된 것은 1820년 말 달로네가 근처에서였다. 금이 발견됐다는 소식을 접한 후 금을 채굴하기 위해 미국 정부는 1830년 《인디언 이주법》(Indian Removal Act)을 강행하였고, 이는 아메리카 토착민들이 인디언 보호구역으로 강제 이주 당하면서 많은 사람들이 병, 추위, 굶주림으로 죽은 《눈물의 길》로 이끄는 것을 뜻했다. 그러나 그 당시 많은 양의 금이 발견된 것이 아니었기에 골드 러시가 이뤄지지는 못했다.
가장 잘 알려져 있는 골드 러시는 1848년 캘리포니아 엘도라도군 새크라멘토강 근처에 있는 존 서터(Johann Sutter)의 제재소에서 발견되었다. 1848년 1월 24일 존 서터가 제재소를 건설하고 있는 동안 그의 목수인 제임스 마셜(JamesW.Marshall)이 우연히 금을 발견하였다. 서터와 마셜은 서로 동업자가 되기로 하며 그들이 금을 발견했다는 사실을 누설하지 않는 것에 동의한다. 그 당시 라디오도 텔레비전이 없던 시절이었기에, 캘리포니아에서 금이 발견됐다는 소식이 미국 동부에 전해지기까지는 상당한 시간이 소요되었다. 그러나 얼마 지나지 않아 캘리포니아에서 많은 양의 금이 발견됐다는 소식을 접한 수천명의 사람들이 일확천금을 좇아 제재소로 몰려들었다. 그리하여 본격적인 골드 러시는 1849년에 시작되었다. 그 해 약 80,000명의 포티나이너스 들이 캘리포니아의 금광지대에 몰려들었고,1853년에는 그 수가 250,000명에 달했다.
끊임없이 사람들이 유입되어 그로 인해 골드 러시의 세력이 점차 약화되었고 채굴 가능한 매장량이 고갈되기 시작했다. 또한 금을 채굴하는 데 있어 효율적이고 장비를 갖춘 기계가 사람을 대신하였다. 금 광산 지대가 불법적이고 폭력적인 장소로 변모하자 정부의 감시체제와 함께 법이 강화되었다. 1853년 금이 대부분 고갈되어 골드 러시의 세력이 사그라지면서 거주지들은 다른 성장 가능한 경제활동이 부족해져 유령도시로 변했다. 골드 러시는 1849년부터 1853년까지 짧은 기간 동안 미국 서부의 캘리포니아에서 성행하였던 금 채굴이었다.

## 의의
1849년 본격적으로 시작된 골드 러시는 미국사회의 개발의 중요한 발판으로 작용했다. 이 당시 사람들은 금을 발견하면 자신의 소유가 될 수 있다는 기대에 부풀어 캘리포니아로 몰려들었다. 이들은 대체로 가족단위로 정착하여 거주하지 않고 개인 위주로 정착한 모험심이 강한 청년들이 주류를 이루었고 아메리칸 드림을 품고 미대륙으로 건너왔다. 과거에는 금이 발견되면 모두 왕이나 지배층의 몫이었지만, 캘리포니아의 골드 러시는 평범한 사람들도 금을 찾아내기만 하면 장소나 양에 상관없이 자기가 소유할 수 있다는 새로운 풍조를 만들어내어 세상은 황금열풍에 휩싸이게 되었고 그로 인해 미국에 대한 환상도 늘어났다. 골드 러시 동안 금 생산량이 급격히 증가했다. 캘리포니아 금 생산량은 1851년 85톤까지 늘어났고 한 해의 금 선적량이 전체 연방예산보다 많았다. 골드 러시가 거의 끝날 무렵인 1853년에는 금 생산량이 100여 톤으로 증가했다. 또한 골드 러시가 가장 성행하였던 1849년에는 금광 붐으로 인해 미국으로의 이민이 급격히 증가했다.
1853년 금이 고갈되어 정착했던 이주민들이 다시 본국으로 돌아가게 되었고 그 결과 금광 붐을 이루었던 지역들은 유령도시로 변모했다. 1848년 캘리포니아에서 골드러쉬가 처음 일어난 뒤 반세기 동안 세계 도처에서 다른 골드 러시가 발생했다. 그러나 역사를 통해서 수많은 골드 러시가 존재하지만, 금을 발견한 사람은 단지 소수의 퍼센트에 해당한다. 골드 러시는 미국역사에서 5년이라는 짧은 기간 동안 발생했던 사건이지만 미국 사회의 발전에 있어서 중대한 영향을 미쳤다.

## 역사
골드 러시는 캘리포니아 콜로마에 가까운 서터스 밀에서 시작되었다. 1848년 1월 24일, 새크라멘토의 개척자 존 서터가 고용한 현장 감독이었던 제임스 마셜은 아메리칸 강가에 건설하고 있었던 제재소의 방수로에서 빛나는 사금을 발견했다. 마셜은 자신이 발견한 것을 조용히 셔터에게 가져 갔고 두 명은 은밀하게 발견물을 조사했다. 이 조사로 마셜이 가져온 조각이 금인 것을 알게 되었다. 셔터는 금의 대대적인 탐사가 시작되면 대규모 농경을 하려했던 자신의 계획에 차질을 빚을까 두려워했기 때문에 당황했고, 이 사실을 비밀에 부쳤다. 그러나 의도와는 달리 소문은 퍼지기 시작했고, 1848년 3월 샌프란시스코의 신문사 사주로 있었던 상인 새뮤얼 브래넌에 의해서 확인되었다. 그는 금탐사용 물자를 파는 상점을 서둘러 차린 이후에 금을 넣은 작은 병을 들고서, 샌프란시스코 대로를 활보하면서, “금이다! 금이다! 아메리카 강에서 금이 발견되었다!”라고 외치고 다녔다. 이것은 이후의 그의 가장 유명한 인용구가 되었다. 금이 발견되던 당시 캘리포니아는 멕시코의 영토인 알타 캘리포니아의 일부였고, 금 발견의 직후 1848년 2월 2일 미국-멕시코 전쟁을 끝내면서 맺은 과달루페-이달고 조약에 의해 이 지역과 알타 캘리포니아의 나머지 부분이 미합중국에 할양 되었다.
1848년 8월 19일, 《뉴욕 해럴드》 지는 캘리포니아에 골드 러시가 시작된 것을 미국 동부에 보도한 최초의 신문이 되었다. 12월 5일에는 제임스 포크 대통령의 의회 연설로 금의 발견을 긍정하였다. 이내 포티나이너스라고 불리는 전 세계로부터 이민의 물결이 캘리포니아의 황금의 땅 즉 마더 로드(Mother Lode)로 쇄도했다. 셔터가 두려워했던 것처럼 농경 사업은 파산했고 그가 고용하고 있던 노동자들은 금을 찾기 위해 떠났고, 불법 침입자가 셔터의 토지에 침입해 곡물이나 소를 훔쳤다.

## 용어설명

### 눈물의 길
눈물의 길(Trail of Tears)은 미국에서 체로키 부족, 크리크 부족, 세미놀 부족, 촉토 부족, 치카소 부족 등 많은 미국 인디언 부족들이 자신들의 고향을 떠나 오늘날의 오클라호마 부근에 위치하고 있는 인디언 영토로 이주한 사건을 일컫는 말이다. 많은 미국인디언들은 서부로의 이주 도중 질병이나 기아로부터 고통받았다.
1831년 체로키, 치카소, 촉토, 크리크, 세미놀족은 미국의 매우 깊은 남부지역에서 자율적인 국가로서 삶을 영위해 왔다. 그러나 조지 워싱턴과 헨리 녹스(Henry Knox)에 의해 제안된 《문화변화프로젝트》의 과정은 특히 체로키족과 촉초족 사이에서 그 여세를 몰아갔다.
미국의 7대 대통령 앤드루 잭슨은 《인디언 이주법》(1830)을 통해 미국 인디언들의 제거를 실행했다. 1831년 촉초족이 첫 번째로 제거되었고, 촉초족이 제거된 후 1832년 세미놀이 제거되었다. 1834년에는 크리크족, 후에 1837년에는 치카소족이 제거되었고, 1838년 체로키족이 마지막으로 제거되었다. 오늘날 미국 인디언들의 자취는 그들의 고향에 여전히 남아있다. 촉초족은 미시시피강, 세미놀족은 플로리다에서 크리크족은 앨라배마, 그리고 체로키족의 흔적은 노스캐롤라이나에서 찾아볼 수 있다.

### 포티나이너스
포티나이너스(Forty-niners)는 1849년 골드 러시 기간 동안 금을 채굴하기 위해 미국에 몰려든 사람들을 가리킨다. 19세기 캘리포니아에서 엄청난 양의 금의 발견으로 인해 수십만 명이 몰려드는 골드 러시가 발생했다. 골드 러시로 인해 일확천금을 얻고자 세계 각지에서 사람들이 몰려들었다.
특히 1849년에는 미국뿐만 아니라 유럽, 중남미, 하와이, 심지어 중국 등지에서도 약 10만명의 사람들이 캘리포니아로 이주해 왔다. 골드 러시 기간 동안 가장 많은 이주민이 몰려들었고, 1849년에 이주해온 사람들을 지칭해 49년의 49를 따서 〈포티나이너스〉(Forty-niners)라고 부른다. (우리에게도 널리 알려진 미국의 민요 《클레먼타인》(Clemetine) 영어 가사에도 "Dwelt a miner, forty-niner", 포티나이너라는 이러한 가사가 등장한다.)
급격한 인구증가로 인해 이듬해인 1850년에 캘리포니아는 정식 주(州)로 승인됐다. 골드 러시는 서부발전의 역사의 원동력으로 작용되었고, 오늘날 실리콘밸리가 그것을 증명해 준다.

## 다른 국가
캘리포니아 이외의 지역에서 일어난 대표적인 골드 러시에 대해 다룬다.
- 1850년대 미국 콜로라도
- 1851년 오스트레일리아 빅토리아주
- 1861년 뉴질랜드 오타고
- 1874년 미국 사우스다코타주 블랙 힐즈
- 1896년 캐나다 유콘 준주 클론다이크
- 1899년 알래스카주 놈
- 조지아주 골드 러시

## 같이 보기
- 사금
- 《황금광시대》 - 찰리 채플린 제작, 감독, 주연
- 《마켄나의 황금》 - J. 리 톰슨 감독, 칼 포먼 각색, 그레고리 펙 주연
- 샌프란시스코 포티나이너스 - 미식축구의 팀 중 하나
- 유령 도시
- 존 서터
- 윌리엄 랜돌프 허스트
- 체로키 족